# Панини (бутерброд)
Пани́ни (итал. panini — мн.ч. от panino — небольшая булочка) — итальянский вариант сэндвича (закрытого бутерброда), приготавливаемого из двух кусочков пшеничного хлеба (например чиабатты) и какой-либо холодной закуски (сыра, салата). Обычно панини поджаривается на пресс-гриле.

## В культуре
Предшественник панини появился в итальянской кулинарной книге XVI века Доменико Рамоли. Сэндвичи стали популярными в модных миланских барах, называемых панинотеке, в 1970-х и 1980-х годах. А из них вскоре распространились по Европе и всему миру.
В 1970-1980-х годах на юношеском жаргоне продавец сэндвичей назывался панинаро (paninaro). Этот термин затем стал обозначать членов особой субкультуры, зародившейся в Милане в начале восьмидесятых. Панинаро характеризовались одержимостью потреблением, увлечением дизайнерской одеждой и приверженностью роскошному образу жизни. Этому феномену была посвящена песня Paninaro поп-группы Pet Shop Boys.